# Sorocea carautana
Sorocea carautana är en mullbärsväxtart som beskrevs av M.D.M.Vianna, Carrijo och Romaniuc. Sorocea carautana ingår i släktet Sorocea och familjen mullbärsväxter. Inga underarter finns listade i Catalogue of Life.